# Vila Maior (Santa Maria da Feira)
Pour les articles homonymes, voir Vila Maior.
Vila Maior est une ancienne paroisse civile portugaise (en portugais : freguesia) de la municipalité de Santa Maria da Feira dans le district d'Aveiro.
La loi no 11-A/2013 du 28 janvier 2013, portant réorganisation administrative du territoire des freguesias, fusionne Vila Maior avec les paroisses voisines de Canedo et Vale pour former l’União das freguesias de Canedo, Vale e Vila Maior (dont le siège est à Canedo).